# 모하메드 흐레지
모하메드 흐레지(1991년 10월 28일 ~ )는 미국에서 태어나고 자란 리비아의 마라톤 선수이다. 2016년 하계 올림픽 마라톤에 출전했고, 77등 2시간 21분 17초으로 마무리했다. 그는 2016년 하계 올림픽 리비아 선수단의 기수를 했다.